# Alexandra Patsavas

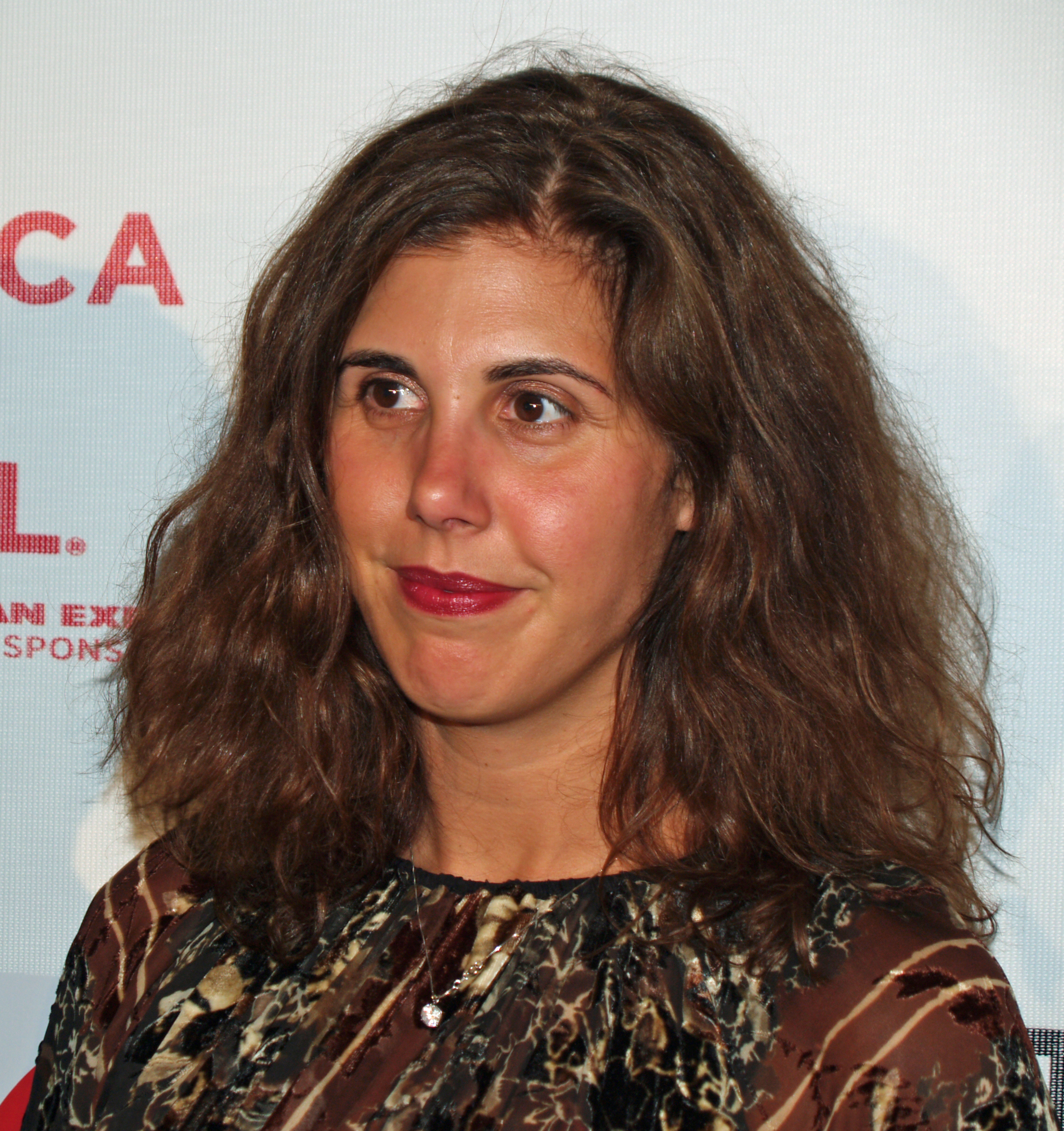
Alexandra Patsavas im Jahr 2008

Alexandra Patsavas (* 1968 in Chicago, Illinois) ist Musical Supervisor aus den USA. Sie hat an über sechzig Filmen und Serien mitgearbeitet, besonders erwähnenswert sind dabei Grey’s Anatomy und O.C., California. In letzter Zeit arbeitete sie an der amerikanischen Serie Gossip Girl.

## Leben
Sie hatte bis zur High School vor, Politik zu studieren. Später entwickelte sie jedoch ein großes Interesse an Musik. Ihr Musikgeschmack reichte schon damals von Rockmusik bis zur Oper.
Sie arbeitete an über sechzig Filmen und Serien mit, darunter Criminal Minds, Without a Trace, Chuck und Supernatural vor allem aber Grey’s Anatomy, Private Practice, O.C., California und auch am Kinofilm Twilight, der 2009 in die deutschen Kinos kam.
Für einige dieser Serien brachte sie auch einen Soundtrack heraus, für O.C., California sogar sechs.
Alexandra Patsavas bringt oft Bands ohne Label und weniger bekannten Künstlern mit Stars der amerikanischen Szene zusammen (zum Beispiel Lady Gaga).
Seit 2007 hat sie mit ihrem eigenen Label Chop Shop Records auch selbst die Möglichkeit, Künstler unter Vertrag zu nehmen. Dies sollten aber nach ihrer eigenen Aussage hauptsächlich Indie-Rock-Bands sein, die sie oft in die Serien einbindet, an denen sie arbeitet.
Ebenfalls im Jahr 2007 wurde sie mit dem 2. Soundtrack der Serie Grey’s Anatomy für einen Grammy in der Kategorie „Best Compilation Soundtrack Album for Motion Picture, Television or Other Visual Media“ nominiert.
Alexandra Patsavas ist verheiratet.